# Эндл, Лукаш
Лу́каш Эндл (чеш. Lukáš Endl; род. 17 июня 2003, Брно) — чешский футболист, защитник клуба «Карвина».

## Клубная карьера
Эндл — воспитанник клуба «Зброёвка». 24 июня 2020 года в матче против «Варнсдорфа» он дебютировал во Второй лиге Чехии. По итогам сезона Эндл помог клубу выйти в элиту. 22 августа в матче против пражской «Спарты» он дебютировал в Первой лиге. По итогам сезона команда вылетела из элиты, но игрок остался в команде. 21 ноября 2021 года в поединке против «Хрудима» Лукаш забил свой первый гол за «Зброёвку». По итогам сезона Эндл вновь помог команде вернуться в элиту. 
В июле 2024 года перешел в «Карвину», подписав с клубом долголетний контракт.